# كولومب جاكوبسن
كولومب جاكوبسن (بالإنجليزية: Colombe Jacobsen)‏ هي طاهية وممثلة أمريكية، ولدت في 21 ديسمبر 1977 بشيكاغو في الولايات المتحدة.

## وصلات خارجية
- كولومب جاكوبسن على موقع IMDb (الإنجليزية)
- كولومب جاكوبسن على موقع أول موفي (الإنجليزية)
- كولومب جاكوبسن على موقع قاعدة بيانات الفيلم (الإنجليزية)